# Aaron Wyner
Aaron D. Wyner (* 17. März 1939 in der Bronx, New York; † 29. September 1997 in Morristown) war ein US-amerikanischer Informationstheoretiker.
Wyner studierte an der Bronx High School of Science (Abschluss 1955), am Queens College der City University of New York (Bachelor-Abschluss in Mathematik und Physik 1960) sowie der Columbia University, an der er 1960 seinen Bachelor-Abschluss in Elektrotechnik erwarb und 1963 in Elektrotechnik promoviert wurde. Thema der Dissertation war die algebraische Theorie von Faltungscodes. Danach war er kurz Assistant Professor an der Columbia University, bevor er 1963 an die Bell Laboratories in Murray Hill ging, bei denen er ab 1974 die Abteilung Kommunikationsanalyse-Forschung leitete (als Nachfolger von Stephen O. Rice). Ab 1993 war er in der Abteilung Informationstheorie und er wurde Distinguished Member of the Technical Staff.
1969/70 war er als Guggenheim-Stipendiat am Weizmann-Institut und am Technion. Er lehrte auch in Teilzeit an der Columbia University, der Princeton University und dem Polytechnikum von Brooklyn.
Er befasste sich mit Kodierungstheorie (Kanalkodierung unter Weißem Rauschen, algebraische Kodierung, Mehrbenutzer-Kodierung), optischer Nachrichtenverarbeitung, Kryptographie, Datenkompression (Analyse des Ziv-Lempel Algorithmus), Mobilfunknetzen und stochastischen Prozessen. In der Kryptographie wurde sein Modell des wire-tap channel (Bell System Technical Journal 1975) bekannt, das heißt abgehörter Kommunikationskanäle. Er zeigte, dass es möglich ist bei einem Hauptkanal mit ausreichend großer Kapazität im Vergleich zum Abhörkanal Nachrichten an den legitimen Empfänger zu übertragen, die gegenüber dem Abhörer geheim bleiben, da sie im Rauschen versteckt sind.
Wyner war Mitglied der National Academy of Engineering (1994) und IEEE Fellow. Er erhielt den Claude E. Shannon Award. Er war 1976 Präsident der IEEE Information Theory Society und Herausgeber der IEEE Transactions on Information Theory.
Mit Neil Sloane gab er die Gesammelten Aufsätze von Claude Shannon heraus (IEEE Press 1993).

## Veröffentlichungen (Auswahl)
- Aaron D. Wyner: The Capacity of the Band-Limited Gaussian Channel. In: Bell System Technical Journal. Band 45, Nr. 3, 1966, S. 359–395, doi:10.1002/j.1538-7305.1966.tb04214.x.
- Aaron D. Wyner: The Wire-Tap Channel. In: Bell System Technical Journal. Band 54, Nr. 8, 1975, S. 1355–1387, doi:10.1002/j.1538-7305.1975.tb02040.x.
- Aaron D. Wyner, Jacob Ziv: The rate-distortion function for source coding with side information at the decoder. In: IEEE Transactions on Information Theory. Band 22, Nr. 1, 1976, S. 1–10, doi:10.1109/tit.1976.1055508.
- Aaron D. Wyner: Recent results in the Shannon theory. In: IEEE Transactions on Information Theory. Band 20, Nr. 1, 1974, S. 2–10, doi:10.1109/tit.1974.1055171.
- Aaron D. Wyner: On Cading and Information Theory. In: Siam Review. Band 11, Nr. 3, 1969, S. 317–346, doi:10.1137/1011059.
- L. H. Brandenburg, Aaron D. Wyner: Capacity of the Gaussian Channel With Memory: The Multivariate Case. In: Bell System Technical Journal. Band 53, Nr. 5, 1974, S. 745–778, doi:10.1002/j.1538-7305.1974.tb02768.x.